# Alberto Galeotti
Alberto Galeotti, latinizzato come Albertus Galeotus (Parma, tra il 1220 e il 1240 – Parma, 1285 ?), è stato un giurista italiano del XIII secolo.

## Biografia
Le informazioni sulla sua vita sono assai scarse e frammentarie. Nacque intorno agli anni 1220 o 1230 a Parma da un certo Galeotto (da cui avrebbe preso il nome).
Studiò diritto forse a Bologna, per andare a insegnare presso l'Università di Padova diritto civile prima del 1251, trasferendosi poi a Modena per un analogo incarico. Svolse inoltre diversi incarichi diplomatici per il libero comune di Parma tra il 1251 e il 1272. Nel 1254-1255 era a Napoli per motivi non noti, forse al seguito di Bertolino Tavernieri che vi si doveva insediare come podestà.
È stato ipotizzato che Galeotti fosse tornato a insegnare a Padova entro il 1270, dove ebbe tra i propri allievi Alberto Gandino.
Morì verso la fine del Duecento (forse nel 1285), presumibilmente a Parma, dove si era ritirato nel 1272.
Oltre a varie opere minori, scrisse una Summula quaestionum o Margarita, in cui esamica 42 questioni principalmente procedurali.

## Opere
Manoscritti
- München, Bayerische Staatsbibliothek, Codices latini monacenses, Clm 8011.